# 片倉重長
片倉重長（1585年1月25日—1659年5月16日）是日本安土桃山時代至江戶時代前期的武將。仙台藩伊達氏家臣。父親是伊達政宗的重臣片倉景綱。
仕於政宗、忠宗、綱宗三代。白石城城主。本名重綱，後來為江戶幕府第3代將軍德川家光的兒子家綱避諱，改名為重長。

## 生平
在天正12年（1584年）12月25日於出羽國置賜郡長井莊宮村片倉館出生，家中嫡男。幼名彌左衛門（左門、左衛門）。在天正19年（1591年）元服（烏帽子親是伊達成實），改名重綱。同年，與主君伊達政宗和父親景綱一同前往京都伏見，逗留到慶長4年（1599年），期間，受太閤豐臣秀吉賜予御羽織。
慶長5年（1600年）7月，在關原之戰中的白石城之戰中，被任命為亘理城的留守居役，與父親景綱一同出陣（初陣）。翌年（1601年）9月，在主君政宗前往京都伏見御登獻上供物時，與父親景綱一同跟隨。慶長7年（1602年）1月，與主君政宗和父親景綱一同前往拜謁豐臣秀賴。7月，拜謁小早川秀秋。慶長8年（1603年），與主君政宗一同歸城。
慶長19年（1614年），在大坂之陣中，代替生病中的父親，跟隨政宗参戰，因為殺死敵將後藤基次等，立下功績，大大增加名聲。因為身為一軍之將卻親自與敵人交鋒等，受景綱叱責，不過亦被世人認為是不亞於父親並智勇兼備的名將，於是被稱為鬼之小十郎。
元和元年（1615年）10月14日，在父親景綱死去後，繼任家督。
正室以人質身份留在江戶，並在寬永3年（1626年）7月於江戶屋敷死去，於是迎在大坂之陣時奪得的阿梅（當時被認為是侍女，在得知其為真田信繁的三女後，迎為側室）繼室。
寬永13年（1636年）4月，在主君政宗為了参勤交代而前往江戶，途中於白石城留宿時，與養嗣子景長一同拜謁政宗。此時，受政宗託付「希望（你）心繁國之長久，好好處理」（国の久しいことを心がけ、よく取りはからってほしい）（『政宗公御名語集』），交代後事。
慶安4年（1651年）12月28日，受主君忠宗賜予仙台藩家格中的「一家」之座（地位僅次於一門）。在萬治2年（1659年）3月25日死去。享年76歲。法名是一法元理真性院。繼承人是成為養子的外孫景長。

## 逸話
- 重長之母懷著重長時，主君政宗在前年剛繼任家督，未有嫡子。因此父親景綱以「在伊達家的嫡男誕生之前，片倉家不可有喜事」（伊達家に嫡男誕生までは片倉家に慶事罷りならぬ）為理由，打算殺死剛出生的重長。聞知此事的政宗立即寫信阻止：「你亦有如此的主張吧，不過不能再考慮嗎。若有如殺害孩子之類的事，會怨恨你。希望看在我的份上。」（その方の言い分もあろうが思いとどまってもらえないだろうか。子を殺害するようなことがあればその方を恨むぞ。わしの顔に免じてどうか助けてやってほしい）。
- 被認為是美男子，據說曾被喜好男色的小早川秀秋追求，亦有說法指與主君政宗亦有眾道關係（『片倉代代記，二代重長譜』）。
- 因為以真田信繁的女兒阿梅為繼室（一説是在大坂戰場的奮戰被信繁所見，於是信繁以箭把求親的書狀射到片倉的陣中），於是保護真田昌幸、信繁父子的家臣。最初片倉家不知阿梅是誰的女兒，並命其為侍女，後來真田氏舊臣三井豐前來訪片倉家，於是才得知是真田信繁的女兒。三井在此後仕於片倉家。另外，信繁的次男守信（當時名為大八）、六女阿菖蒲亦因為阿梅的關係，投靠片倉家。守信在白石以片倉為姓，在兒子一代才恢復真田姓。阿菖蒲則成為片倉定廣（本姓田村氏（日语：田村氏），政宗的正室愛姬的堂弟）的妻室。

## 外部連結
- 武家家伝＿片倉氏 （页面存档备份，存于）